# Queralbs

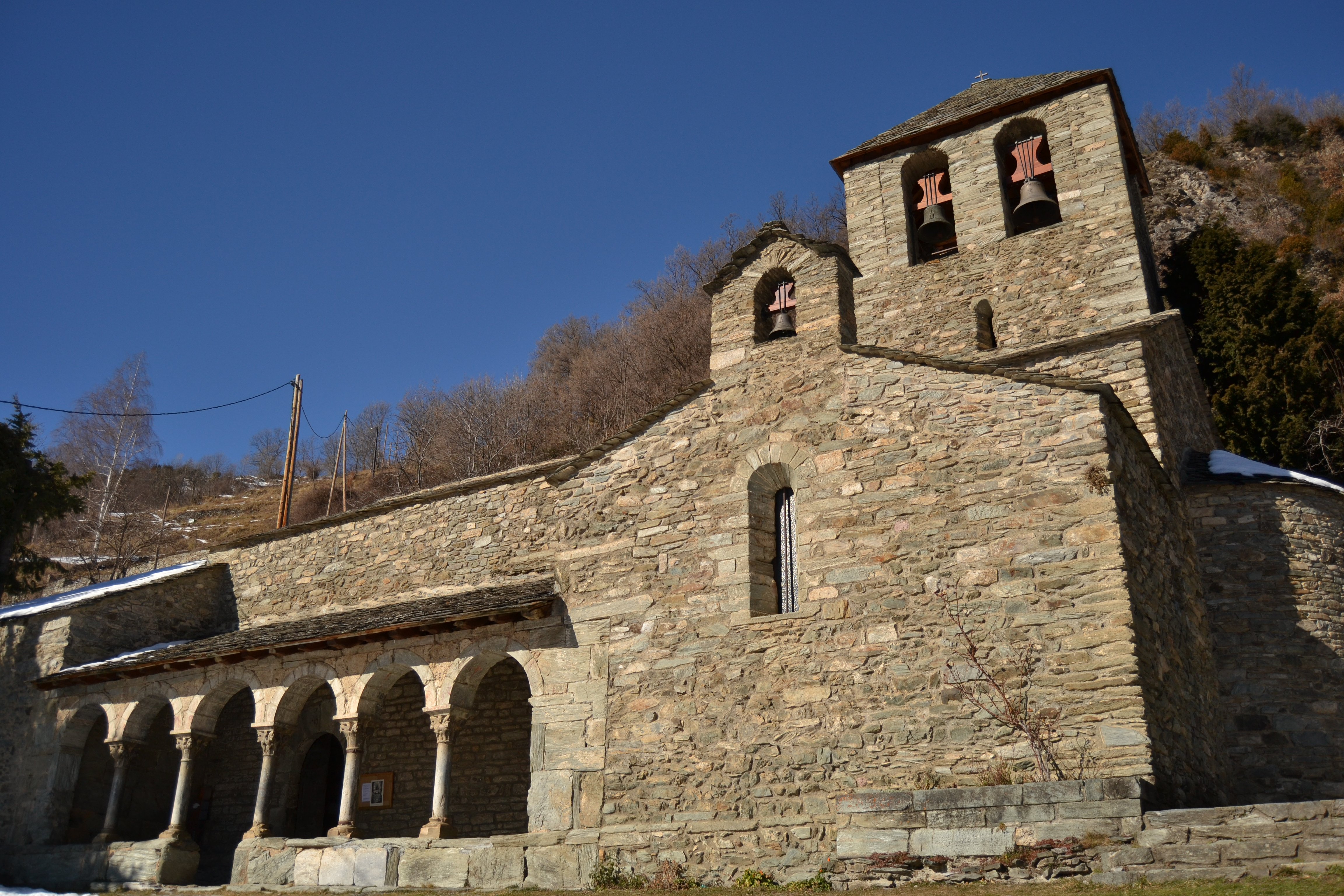
Sant Jaume

Queralbs è un comune spagnolo di 194 abitanti situato nella comunità autonoma della Catalogna.